# Psittacara finschi
Il parrocchetto frontecremisi (Psittacara finschi (Salvin, 1871)) è un uccello della famiglia degli Psittacidi.

## Descrizione
Di colore generale verde, con una taglia intorno ai 28 cm; fronte, spalle e sottoala rossi, anello perioftalmico bianco, iride arancio, becco grigio rosato, zampe grigie. I soggetti immaturi hanno il rosso sulla fronte ridotto o del tutto assente e anche la colorazione del sottoala è molto meno evidente.

## Biologia
Frequenta principalmente la foresta secondaria e solo stagionalmente la fitta foresta caraibica di pianura. Vive in grandi stormi all'interno dei quali le singole coppie non si abbandonano mai, volano vicine e vicine si appollaiano sui grandi alberi dormitorio. È una specie in cui le coppie hanno moltissimi e costanti gesti affettuosi in ogni momento della giornata. Quando piove copiosamente questi uccelli, normalmente chiassosi, restano inattivi e silenziosi rimandando anche il primo volo mattutino alla ricerca di cibo. È facile osservare anche gruppi numerosissimi, oltre i cinquecento individui, radunati su un grande albero dormitorio; ma è difficile poter osservare gruppi numerosi in movimento durante la giornata. Il gruppo ha quindi l'abitudine di suddividersi in piccole bande, 20-30 individui al massimo, nei pascoli alla ricerca del cibo. La nidificazione avviene attorno al mese di luglio con le coppie che si isolano dal gruppo.

## Distribuzione e habitat
È presente in America Centrale (Costa Rica, Nicaragua e Panama).